# MLS Cup 2003
De MLS Cup 2003 was de voetbal kampioenschapswedstrijd van het MLS Seizoen 2003. Deze wedstrijd werd gespeeld op 21 oktober, 2001. San Jose Earthquakes won voor de tweede keer de MLS Cup door Chicago Fire met 4-2 te verslaan.

## Stadion
Het Home Depot Center, de thuishaven van Los Angeles Galaxy, heeft de MLS Cup 2003 georganiseerd, dit was de eerste keer dat het stadion werd gebruikt voor de finale van de MLS.